# Eiler Hagerup den yngre
 Der er flere personer med dette navn, se Eiler Hagerup.
Eiler Eilersen Hagerup (født Kongel) (12. november 1718 i Kvernes — 27. marts 1789 i Kristiansand) var en norsk biskop. Han var en af de centrale konservative præster og kirkeledere i Norge i 1700-tallet. Han kan knap beskrives som værende pietist, men var snare en ortodoks embeds gejstlig, som i sine senere år udtrykte stor bekymring over den øgede indflydelse fra de oplysningsprægede teologer og deres reformplaner. Han var kendt som en dygtig prædikant og udgav en del kirkehistorisk arbejde. 
Han er også far til den norske politiker Edvard Hagerup.

## Familieforhold
Eiler Eilersen Hagerup (født Kongel) var søn af Handelsmanden Eiler Bertelsen Kongel (1665-1750) og Laurentze Hansdatter Spydeberg (ca. 1688–1751). Selvom Eiler Eilersen Hagerup ikke direkte er født ind i Hagerup-slægten gjorde hans nære forhold til blandt andet biskop Eiler Hagerup den ældre, hvis kone var Eiler Eilersen Hagerup (den yngres) kusine, at han fik tilladelse til at antage Hagerup-navnet.
Hans oldefar på sin mors side var Kjeld Stub (1607–1663), en præst og officer, som var kendt for hans rolle under Torstensson-krigen.
Eiler Eilersen Hagerup fik et enkelt barn sammen med Edvardine Magdalene Margrethe Christie; Edvard Hagerup (9. september 1781 – 29. marts 1853), som var medlem af det norske Stortinget.

## Opvækst
Eiler Eilersen Hagerup tilbragte hans første leveår i Kvernes på Nordmøre, hvor han var født.
Som 12-årig kom han i huset hos Eiler Hagerup den ældre som var biskop i Trondheim, hvis kone var Eiler Eilersen Hagerup (den yngres) kusine. Efter at have læst teologi med blandt andet Eiler Hagerup den ældres søn, Hans Hagerup (Gyldenpalm), dimitterede han fra Københavns Universitet med titlen Cand.theol. i 1738.
Det nære forhold til bispefamilien gjorde at han fik tilladelse til at antage Hagerup-navnet.
I 1740 modtog han en magistergrad og efter en kort periode tilknyttet latinskolen i Bergen blev han i 1743 udnævnt til sognepræst i Høyland, Jæren.

## Karriere
Eiler Eilersen Hagerup var sognepræst i Høyland, Jæren fra 1743 til 1753, hvor han blev udnævnt provst. Efter 13 år blev han i 1756 sognepræst i Arendal, hvor han blev i 17 år. Som menighedspræst blev han rost af sine gejstlige overordnede, og den ellers kritiske biskop Ole Tidemand anbefalede ham til forfremmelse. I det hele taget oparbejdede han sig et positivt omdømme som prædikant. Selvom få af hans prædikener fra hans tid i Arendal blev udgivet, er et stort antal af de utrykte blevet bevaret.
Eiler Eilersen Hagerup var en dygtig latinsk filolog og han blev under kongelig ordre sat til at oversætte professor Knud Leems værk om samerne til latin, så de derved kunne blive læst af et lærd europæisk publikum.
I årene 1774 og 1775 var han medlem af en offentlig kommission, som skulle foreslå reformer i latinskolerne. I disse år var han også talsmand for ideen om et egentligt norsk universitet.
Fra embedet som sognepræst blev han i 1773 biskop over Ribe Stift. Året efter blev han forflyttet til Bergen. Før sin afrejse blev han udnævnt til ekstraordinær professor i teologi ved Københavns Universitet i 1774. I Bergen stiftede han det filologiske Selskab. Efterfølgende blev Eiler Hagerup biskop over Kristiansand Stift i 1778; et embede han beholdt indtil sin død den 27. marts 1789.
Som biskop var han en dygtig visitator af præster og gjorde meget for at opmuntre de dygtige. Samtidigt greb han konsekvens ind over for præster, som opførte sig forkasteligt i deres stilling. Sammen med stiftamtmanden Frederik Adeler udarbejde han en ordning for fattigvæsenet i stiftet, en ordning som blev godkendt af kong Christian VII i 1786. Han havde også del i oprettelsen af et tugt- og manufakturhus i Kristiansand i 1789.

## Ægteskaber
Eiler Eilersen Hagerup var gift to gange i sit liv.
- 12. januar 1752 med Johanne Margrethe Smith (23. maj 1730– 24. juni 1773), som var datter af købmand og stadshauptmann Lauritz Andersen Smith (1680–1758) og Johanne Margrethe Leigh (1691–1766)
- 7. oktober 1777 med Edvardine Magdalene Margrethe Christie (5. maj 1755 – 13. juli 1830), datter af sognepræst Edvard Christie (1701–1757) og Magdalene Margrethe Koren (1722–1806), som han fik sønnen Edvard Hagerup (9. september 1781 – 29. marts 1853) med.

## Litterære udgivelser
Eiler Eilersen Hagerup er også kendt for sine egne litterære værker. Han vandt et akademisk ry gennem tre undersøgelser i 1750'erne og 1760'erne om trosoplæring og ceremonier i oldkirken. Hans fremstilling af oldkirkens martyrer, Om de hellige Martyrers svare Lidelser, fra 1761 kom i flere oplæg og oversættelser og må regnes som værende en folkebog.
Værker:
- Bibliografi i Ehrencron-Müller, bd. 3, 1926, s. 345–347

- Historisk Berætning om de Unges Confirmation udi deres Daabes Naade, København 1757
- Forsøg til en historisk Underretning om de saa kaldte Catechumenis eller Lærlinge og Catechismus-Børn udi Den første Christen Kirke, København 1759
- Merkværdige Exempler paa de hellige Martyrers svare Lidelser og syerrige Troe og Taalmodighed ude de ti store Forfølgelser, København 1761 (og en række senere oplæg; sv. utg. Stockholm 1766, fi. utg. Turku 1829)
- Oversættelse af Canuti Leemii De Lapponibus Finmarchiæ, København 1767

Efterladte papirer:
- 362 prækenudkast fra årene 1757-1766, i familiens eje
- 3 manuskripter fra hhv. 1762, 1763 og 1766 (MS 4° 189, 8° 279 og 4° 235), i Håndskriftsamling., NBO
- En anonym præken tilskrevet Eiler Eilersen Hagerup i egenskab af biskop i Bergen (Det Kongelige Bibliotek, København, Gammel Kgl. Saml., 40 1530)